# Pluralism politic
Pluralismul este, în sens general, recunoașterea diversității. Conceptul este utilizat, de multe ori în moduri diferite, într-o gamă largă de aspecte. În politică, pluralismul este adesea considerat de către adepții democrației moderne, care urmează să fie în interesul cetățenilor săi, astfel încât și pluralismul politic este unul dintre cele mai importante caracteristici.
Pluralismul (politic) este un principiu al democrației care preconizează menținerea mai multor forțe social-politice (partide, sindicate etc.) interpuse între individ și stat ca o condiție și o garanție a limitării puterii, a funcționării democrației 
Pluralismul este de asemenea, un termen folosit pentru a desemna un punct de vedere teoretic de stat și al puterii - care în grade diferite sugerează faptul că pluralismul este un model adecvat al modului în care puterea este distribuită în societate. Pentru informații cu privire la teoria politică a pluralismului a se vedea Pluralismul (teorie politică).
În politica democratică, pluralismul este un principiu director care permite coexistența pașnică de interese diferite, convingeri și moduri de viață. În acest context, are conotații normativ absente din utilizarea sa pentru a desemna un punct de vedere teoretic. Spre deosebire de totalitarism sau particularism, pluralismul recunoaște diversitatea de interese și consideră că este imperativ ca membrii să se acomodeze diferențelor prin implicarea în negociere de bună-credință.
Unul din primele argumente pentru a pluralismului a venit de la James Madison, în Federalist Papers 10. Madison se temeau că fracționism ar duce la in-lupta în The New Republic americane și dedică această hârtie la interogatoriu cel mai bine cum să se evite o astfel de eveniment. El postulează că, pentru a evita fracționism, cel mai bine este de a permite mai multe facțiuni concurente pentru a preveni orice o domină sistemul politic. Acest lucru se bazează, într-un grad, pe o serie de tulburări schimbarea influențele grupurilor, astfel încât să se evite dominanță instituționale și de a asigura o concurență.